# Mauretania na Letnich Igrzyskach Olimpijskich 2012
Mauretania na Letnich Igrzyskach Olimpijskich 2012, które odbyły się w Londynie, była reprezentowana przez 2 zawodników.
Był to ósmy start reprezentacji Mauretanii na letnich igrzyskach olimpijskich.

## Reprezentanci

### Lekkoatletyka
Mężczyźni
| Zawodnik        | Konkurencja | Eliminacje | Eliminacje | Ćwierćfinał | Ćwierćfinał | Półfinał | Półfinał | Finał | Finał   |
| Zawodnik        | Konkurencja | Wynik      | Miejsce    | Wynik       | Miejsce     | Wynik    | Miejsce  | Wynik | Miejsce |
| --------------- | ----------- | ---------- | ---------- | ----------- | ----------- | -------- | -------- | ----- | ------- |
| Jidou El Moctar | 200 m       | 22.94      | 51.        | —           | —           | NQ       | NQ       | NQ    | NQ      |

Kobiety
| Zawodnik   | Konkurencja | Eliminacje | Eliminacje | Ćwierćfinał | Ćwierćfinał | Półfinał | Półfinał | Finał | Finał   |
| Zawodnik   | Konkurencja | Wynik      | Miejsce    | Wynik       | Miejsce     | Wynik    | Miejsce  | Wynik | Miejsce |
| ---------- | ----------- | ---------- | ---------- | ----------- | ----------- | -------- | -------- | ----- | ------- |
| Aicha Fall | 800 m       | 2:27.97    | 37.        | —           | —           | NQ       | NQ       | NQ    | NQ      |